# (266) Aline
(266) Aline ist ein Asteroid des mittleren Hauptgürtels, der am 17. Mai 1887 vom österreichischen Astronomen Johann Palisa an der Universitätssternwarte Wien entdeckt wurde.
Der Asteroid wurde vermutlich benannt zu Ehren von Linda von Schuster, der Tochter von Edmund Weiss, dem Direktor der Wiener Sternwarte. In der „Beilage zum (Wiener) astronomischen Kalender 1888“, S. 88 notierte der Autor E. Weiss lakonisch: „… erhielten die Namen Anna und Aline, die eines weiteren Kommentars nicht bedürfen.“

## Wissenschaftliche Auswertung
Aus Ergebnissen der IRAS Minor Planet Survey (IMPS) wurden 1992 Angaben zu Durchmesser und Albedo für zahlreiche Asteroiden abgeleitet, darunter auch (266) Aline, für die damals Werte von 109,1 km bzw. 0,04 erhalten wurden. Mit dem Satelliten Midcourse Space Experiment (MSX) wurden 1996 bis 1997 im Rahmen der Infrared Minor Planet Survey (MIMPS) Daten gewonnen, aus denen für den Asteroiden Werte für den mittleren Durchmesser und die Albedo von 125,0 km bzw. 0,03 bestimmt wurden. Radarastronomische Untersuchungen am Arecibo-Observatorium am 5. und 12. Oktober 2001 bei 2,38 GHz ergaben einen effektiven Durchmesser von 109 ± 15 km. Eine Auswertung von Beobachtungen durch das Projekt NEOWISE im nahen Infrarot führte 2011 zu vorläufigen Werten für den Durchmesser und die Albedo im sichtbaren Bereich von 109,0 km bzw. 0,06. Ein Vergleich von Daten, die von 1978 bis 2011 an der Sternwarte Ondřejov in Tschechien und am Table Mountain Observatory in Kalifornien gesammelt wurden, mit den Daten von NEOWISE ergab 2012 Werte für den Durchmesser und die Albedo von 108,9 km bzw. 0,06. Nachdem die Werte nach neuen Messungen mit NEOWISE 2012 auf 152,5 km bzw. 0,02 geändert worden waren, wurden sie 2014 auf 109,5 km bzw. 0,06 korrigiert. Nach der Reaktivierung von NEOWISE im Jahr 2013 und Registrierung neuer Daten wurden die Werte 2015 zunächst mit 89,4 km bzw. 0,05 angegeben und dann 2016 korrigiert zu 148,3 km bzw. 0,02, diese Angaben beinhalten aber alle hohe Unsicherheiten.
Eine spektroskopische Untersuchung von 820 Asteroiden zwischen November 1996 und September 2001 am La-Silla-Observatorium in Chile ergab für (266) Aline eine taxonomische Klassifizierung als Caa- bzw. Ch-Typ. Am 10. Dezember 2020 wurde der Asteroid spektrophotometrisch am Observatorium des Sternberg-Instituts für Astronomie auf dem Pik Terskol in Russland untersucht, als er sich in der Nähe seines Perihels befand. Die gemessenen Reflexionsspektren passten zum Spektraltyp Ch. Es wurden Anzeichen für das Vorhandensein einer staubigen Exosphäre gefunden, deren Partikel wahrscheinlich eine kombinierte Zusammensetzung (organische Silicate) aufweisen.
Photometrische Messungen von (266) Aline fanden erstmals statt am 22. und 23. September 1983 am Table Mountain Observatory in Kalifornien. Die gewonnenen Daten konnten damals nicht weiter ausgewertet werden. Aus der während vier Nächten vom 10. August bis 15. September 1996 am Nationalen Astronomischen Observatorium Roschen in Bulgarien aufgezeichneten Lichtkurve konnte für die Rotationsperiode nur ein unsicherer Wert von 12,3 h abgeleitet werden. Am 1. Februar 1998 wurde am gleichen Ort eine weitere Lichtkurve des Asteroiden gewonnen.
Neue Beobachtungen bei einer koordinierten Zusammenarbeit zwischen dem Organ Mesa Observatory in New Mexico und der Sternwarte Belgrad in Serbien während 20 Nächten vom 18. Juli bis 25. August 2010 widerlegten dieses Ergebnis, es konnte aber zunächst keine eindeutige Entscheidung zwischen den beiden möglichen Rotationsperioden von 13,011 oder 26,023 h getroffen werden. Es wurde zwar der kürzere Wert bevorzugt, aber es wurden zur Klärung weitere Beobachtungen als notwendig erachtet. Auch Messungen im gleichen Zeitraum vom 3. bis 6. August 2010 an der Astronomischen Station der Aristoteles-Universität Thessaloniki in Griechenland führten zu einer Periode von 13,05 h.
Endgültige Klarheit über die korrekte Rotationsperiode brachten dann Beobachtungen vom 18. Dezember 2011 bis 19. Januar 2012 am Organ Mesa Observatory, wo ein Wert von 13,018 h bestimmt wurde. Aus archivierten Daten des Asteroid Terrestrial-impact Last Alert System (ATLAS) aus dem Zeitraum 2015 bis 2018 konnte in einer Untersuchung von 2022 mit der Methode der konvexen Inversion eine Rotationsperiode von 13,019 h bestimmt werden.
Abschätzungen von Masse und Dichte ergaben in einer Untersuchung von 2012 für (266) Aline eine Masse von etwa 4,15·1018 kg und mit einem angenommenen Durchmesser von etwa 108 km eine Dichte von 6,29 g/cm³ bei keiner Porosität. Die Werte besitzen eine Unsicherheit von ±20 %.